# 弗農 (科羅拉多州)
弗農（英語：Vernon）是位於美國科羅拉多州尤馬縣的一個人口普查指定地區。

## 地理
弗農的座標為39°56′46″N 102°19′02″W / 39.94611°N 102.31722°W，而該地最高點為海拔高度1200米（即3900英尺）。

## 人口
根據2010年美國人口普查的數據，弗農的面積為5.00平方千米，當中陸地面積為5.00平方千米，而水域面積為5.00平方千米。當地共有人口29人，而人口密度為每平方千米5人。